# Acido cloroformico
L'acido cloroformico è un composto instabile altamente reattivo con formula condensata ClCOOH. La molecola è un derivato dell'acido formico dove l'idrogeno non acido è stato sostituito con un atomo di cloro. Nonostante il nome simile, la molecola è chimicamente molto diversa dal cloroformio.

## Sintesi
La sintesi di acido cloroformico viene effettuata in due passaggi. Innanzitutto è necessario far reagire dell'acido formico con Cl2 per ottenere fosgene:
{\displaystyle {\ce {HCOOH + Cl2 -> ClCOCl + HCl}}}
La reazione avviene a temperature elevate. Il fosgene viene quindi idratato con l'aggiunta di H2O alla soluzione favorendo l'idrolisi e la formazione di acido cloroformico:
{\displaystyle {\ce {ClCOCl + H2O -> ClCOOH + HCl}}}
L'idratazione deve essere eseguita con cura e con le corrette quantità di reagenti, dal momento che in eccesso di H2O l'acido cloroformico tende a reagire completamente dando come prodotto finale acido formico ed acido cloridrico.

## Reattività
L'acido cloroformico in ambiente acquoso dà una reazione esotermica di idrolisi con la formazione di acido formico e HCl:
ClCOOH + H2O → HCOOH + HCl
Il composto viene inoltre impiegato nelle reazioni di carbossilazione. In presenza di un acido di Lewis (in genere cloruro di alluminio) si ha la formazione di un carbossile alifatico e HCl:
R-CH3 + ClCOOH —AlCl3→ R-CH2-COOH + HCl
Molto usati nelle sintesi di vari composti organici sono anche i derivati esterei dell'acido cloroformico.